# Paracyclopina longifurca
Paracyclopina longifurca – gatunek widłonoga z rodziny Cyclopettidae. Opisał go w 1924 roku brytyjski lekarz wojskowy i zoolog Robert Beresford Seymour Sewell, nadając mu nazwę Cyclopina longifurca.